# Antoni Gralak

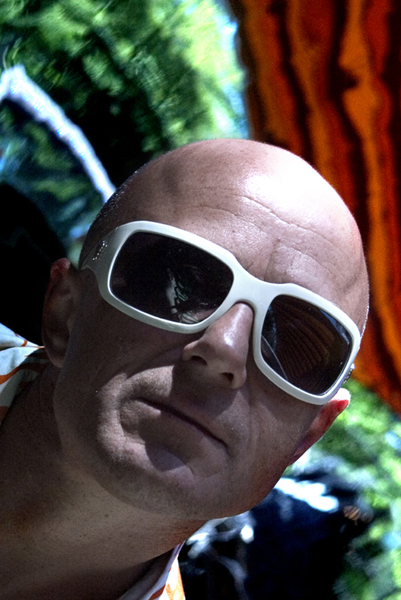
Antoni Gralak

Antoni „Ziut“ Gralak (Mighty Graal; * 6. Mai 1955 in Boguszów-Gorce) ist ein polnischer Trompeter, Komponist und Musikproduzent, der nicht nur im Bereich des Jazz, sondern auch in der Rockmusik tätig ist.

## Wirken
Gralak spielte zunächst in den Formationen Free Cooperation und Young Power, der Rockgruppe Sfora i Woo Boo Doo und der internationalen Band Universal Supersession. Er ist Mitbegründer der Jazz-Rock-Gruppe Tie Break und leitet die Projekte GRAAL und YeShe. 1999 gründete er das Studio Jasnachmura für multimediale, visuelle und Filmprojekte, Konzerte und Festivals. 2016 legte er ein Album mit 
Bart und Marcin Oleś vor. 
Zu den zahlreichen Musikern und Gruppen, mit denen er zusammengearbeitet und aufgenommen hat, zählen die Twinkle Brothers, R.A.P., Voo Voo, Automatik, Stanisław Soyka, Justyna Steczkowska, Jass Tri, Wilki, Raz Dwa Trzy, Nick Cave, Dee Dee Bridgewater, Andrzej Smolik, Masala Sound System, Świetliki i Marcin Świetlicki, das Tymański Yass Ensemble, Plasti Bag und Homo Twist.